# O Homem de La Mancha (filme)
Man of La Mancha (bra/prt: O Homem de La Mancha) é um filme ítalo-estadunidense de 1972, dos gêneros comédia romântico-musical, aventura e fantasia, dirigido por Arthur Hiller, com roteiro de Dale Wasserman baseado em sua peça teatral O Homem de La Mancha, por sua vez inspirada no romance D. Quixote, de Miguel de Cervantes.
Man of La Mancha foi escolhido como um dos dez melhores filmes de 1972 pelo National Board of Review.[carece de fontes?]

## Sinopse
Durante a Inquisição na Espanha, Miguel de Cervantes é aprisionado como herege, e jogado em um calabouço com ladrões e assassinos. Para se defender de um "julgamento" dos companheiros de cela, ele lhes conta a história do cavaleiro errante Don Quixote de La Mancha.

## Elenco
- Peter O'Toole .... Don Quixote de La Mancha / Miguel de Cervantes / Alonso Quijana
- Sophia Loren .... Aldonza / Dulcinéia
- James Coco .... Sancho Pança / criado de Cervantes
- Harry Andrews .... governador / estalajeiro
- John Castle .... Duque / Dr. Sanson Carrasco
- Brian Blessed .... Pedro
- Ian Richardson .... padre
- Julie Gregg .... Antônia Quijana
- Rosalie Crutchley .... governanta
- Gino Conforti ... . barbeiro
- Marne Maitland .... capitão da guarda
- Dorothy Sinclair .... Maria
- Miriam Acevedo .... Fermina

## Prêmios e indicações
| Prêmio                        | Categoria                        | Recipiente         | Resultado                 |
| ----------------------------- | -------------------------------- | ------------------ | ------------------------- |
| Oscar 1973                    | melhor trilha sonora adaptada    | Laurence Rosenthal | Indicado                  |
| Golden Globe 1973             | Melhor ator - comédia ou musical | Peter O'Toole      | Indicado                  |
| Golden Globe 1973             | Melhor ator coadjuvante          | James Coco         | Indicado                  |
| National Board of Review 1972 | Melhor ator                      | Peter O'Toole      | Venceu[carece de fontes?] |